# Route nationale 1 (Guyane)
Pour les articles homonymes, voir Route nationale 1.
La route nationale 1 est une route nationale reliant Cayenne à Saint-Laurent-du-Maroni.
C'est la route la plus fréquentée de Guyane.
Elle mesure 258,2 km.
Cet axe fait partie de la Transguyanaise qui permet de traverser la Guyane d'Ouest en Est, et ainsi de former un axe international entre le Suriname et le Brésil. 

## Description
La RN 1 relie Cayenne à Saint-Laurent-du-Maroni.
Elle dessert les communes de Macouria, Kourou, Sinnamary, Iracoubo.
La route nationale 1 commence à Cayenne.
A Balata dans la commune de Matoury, elle croise la Route Nationale 2.
La route RN 1 continue jusqu'à Kourou, contourne le Centre Spatial Guyanais, puis traverse Sinnamary, Iracoubo , et se termine enfin à Saint-Laurent-du-Maroni.
À Saint-Laurent-du-Maroni, le traversier La Gabrielle menait d’Albina au Suriname.
Il a été remplacé par ’’Le Malani’’.
Depuis le 1er mars 2013, un barrage permanent de gendarmerie permet le contrôle de tous les véhicules, afin de lutter contre les différents trafics, comme l'orpaillage clandestin, ou les passages de clandestins.
Le barrage est présent sur la RN 1 au carrefour Margot à Saint-Laurent-du-Maroni (il a été déplacé depuis Iracoubo en novembre 2022).

## Tracé
- Cayenne
- Macouria
- Kourou
- Sinnamary
- Iracoubo
- Mana
- Saint-Laurent-du-Maroni
- Frontière entre la France et le Suriname

## Sites naturels
- Parc naturel régional de Guyane
- Forêt des Malgaches
- Forêt de Marmaribo
- Forêt d'Organabo
- Forêt des Dardanelles
- Forêt de Saut Sabbat
- Forêt de Basse Mana
- Forêt de Cormoran
- Forêt d'Acarouany
- Forêt de Crique Naï
- Forêt de Sainte-Anne
- Forêt  de Margot
- Réserve naturelle nationale de l'Amana

## Galerie

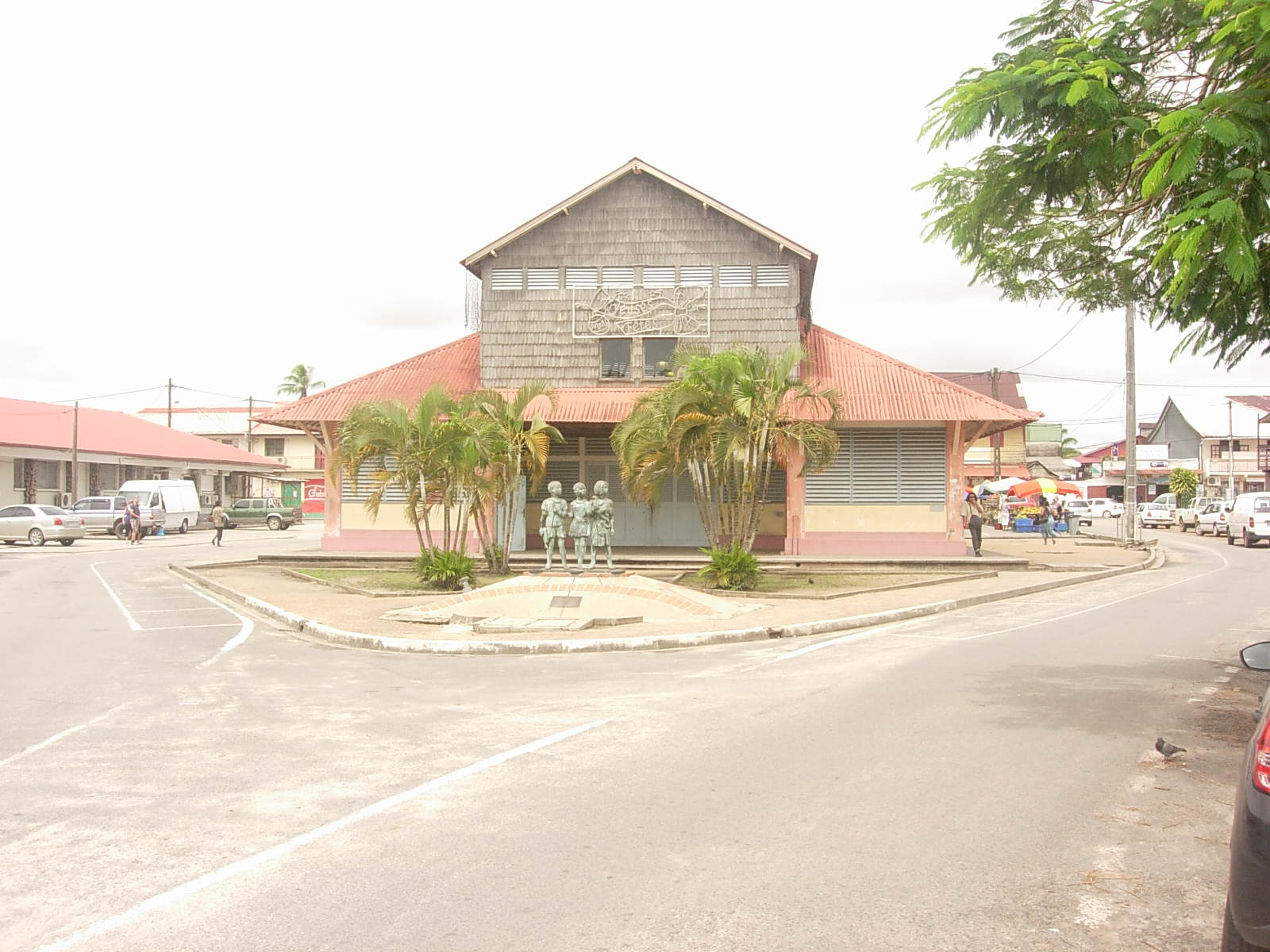
Marché de Saint-Laurent du Maroni.
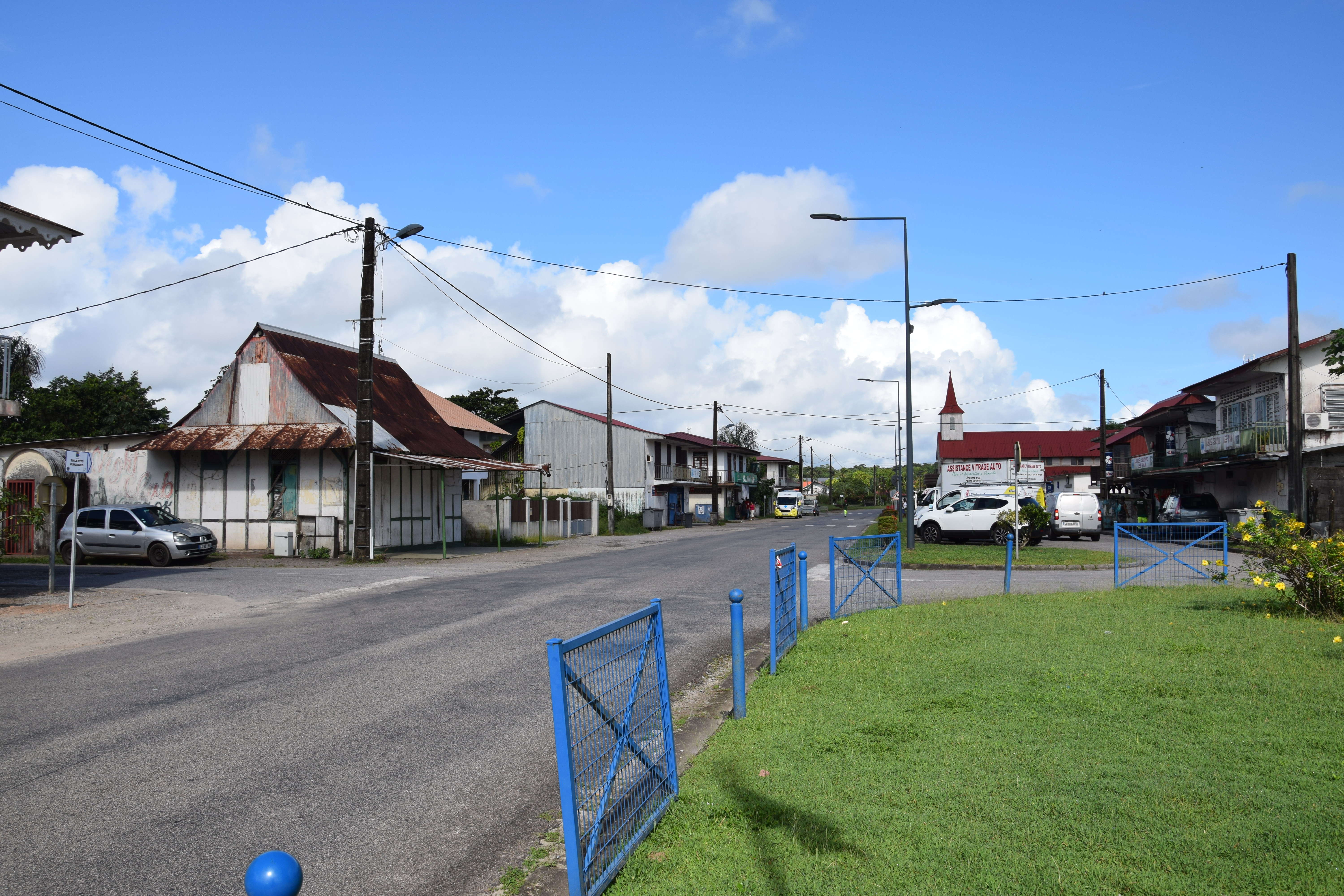
Iracoubo.
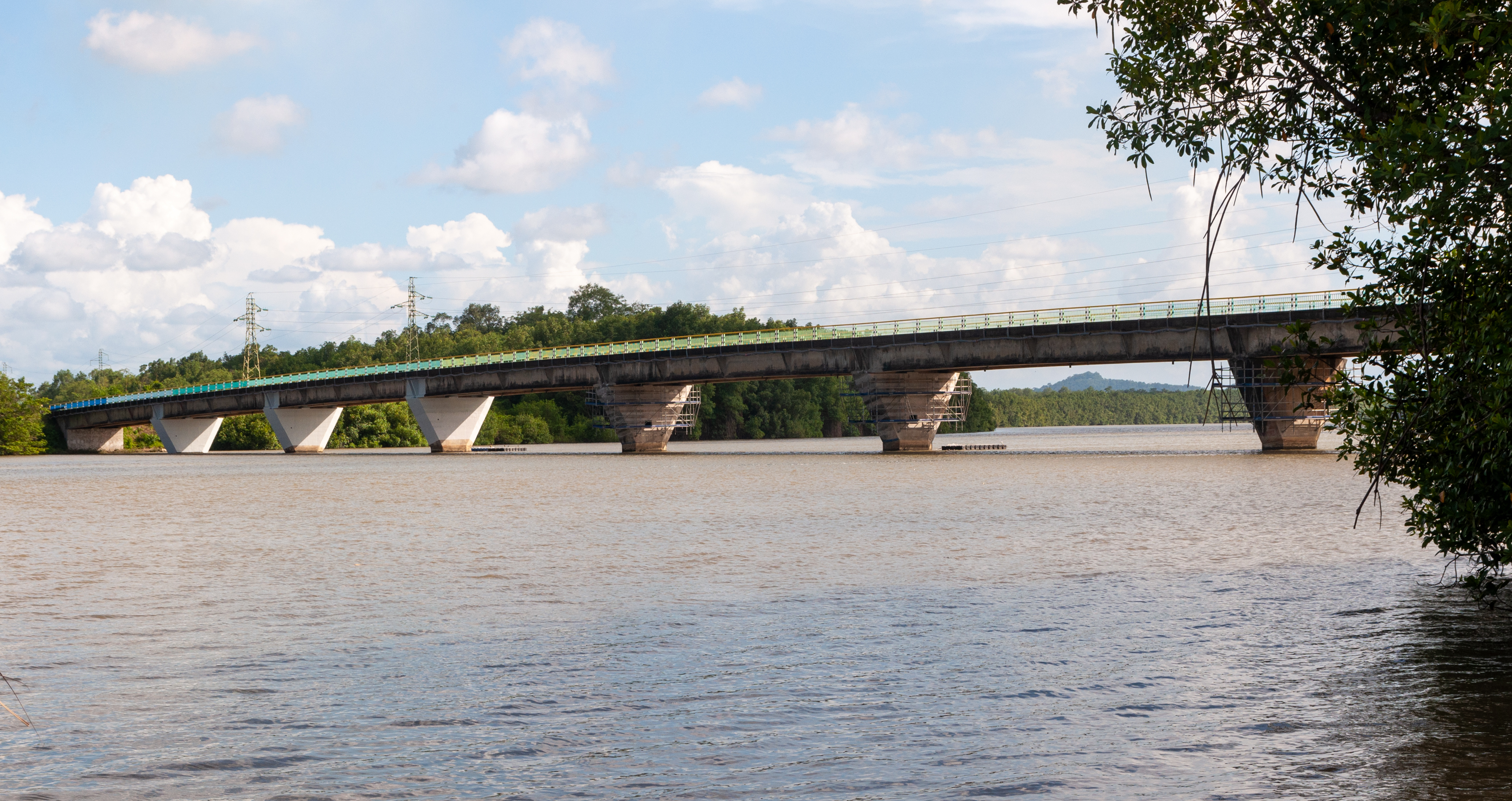
Pont de la RN 1 sur le fleuve Kourou.